# 皎施县
皎施縣為緬甸曼德勒省轄下的縣，其區域面積為4,147.3平方公里，2014年人口741,071人。該縣下分4個鎮區。皎施為該縣之首府。

## 鎮區
以下為皎施縣的鎮區：
- 皎施镇区（Kyaukse Township）
- 辛甘镇区（Sintgaing Township）
- 密沙镇区（Myittha Township）